# Gastroserica fanjingensis
Gastroserica fanjingensis är en skalbaggsart som beskrevs av Ahrens 2000. Gastroserica fanjingensis ingår i släktet Gastroserica och familjen Melolonthidae. Inga underarter finns listade i Catalogue of Life.